# San Clemente, Chile
San Clemente là một thành phố thuộc tỉnh Taca, vùng Maule, Chile. Theo điều tra dân số của Viện Thống kê Quốc gia Chile, thành phố có 37.261 người (18.988 nam và 18.273 nữ). Trong số này, 13.398 (36%) sống ở khu vực thành thị và 23.863 (64%) ở khu vực nông thôn. Dân số tăng 2,3% (847 người) trong giai đoạn 1992 - 2002.